# نیکولسکویه (شهرستان استرلیباشفسکی، باشقیرستان)
نیکولسکویه (انگلیسی: Nikolskoye, Sterlibashevsky District, Republic of Bashkortostan) یک شهرک در شهرستان استرلیباشفسکی استان باشقیرستان کشور روسیه است.